# 交响诗篇
《交響詩篇艾蕾卡7》是一部由萬代娛樂和BONES共同製作發行的日本動畫作品。衍生作品有改編漫畫、小說和相關的遊戲作品。本作品於2006年獲得東京國際動畫博覽會電視節目部門優秀賞，獲選為2005年第九屆日本新媒體動漫藝術節動畫部門推薦作品。其續篇《交響詩篇AO》於2012年4月開播。
2017年3月17日，製作方宣佈全新劇場版《交響詩篇艾蕾卡7 高度進化》，三部曲將分別於2017年起逐年上映，第三部電影則受到新冠肺炎疫情影響，延期至2021年11月放映。

## 劇情簡介
蘭頓·薩斯頓是一位愛好「滑空」（Lifting）運動的十四歲少年，他最大的夢想是能夠加入傳奇滑空天才霍蘭德的組織「月光洲」（Gekkostate），成為和他一樣出色的滑空選手，而他的祖父艾克賽爾·薩斯頓卻希望他成為機械工程師繼承家業。一天蘭頓与駕駛LFO的神秘少女艾蕾卡（Eureka）意外相遇，並偶然加入反政府武裝團體「月光洲」（Gekkostate）。隨著對月光洲成員個性和往事的瞭解，蘭頓与月光洲成員逐漸熟悉，在經歷種種困境並和敌人一次又一次的戰鬥後，蘭頓和艾蕾卡在月光號上不斷成長，也逐漸揭示出人類所居住的稱為「約定之地」星球不為人知的真相。

## 主要人物

### 月光州
月光州（英文：Gekkostate）
蘭頓·薩斯頓（Renton Thurston）
配音：三瓶由布子（日本）；雷碧文（台灣）
年僅14歲的少年，故事的主角。父親阿德洛克·薩斯頓在「愛之夏」（Summer of Love）事件之中犧牲自己拯救了星球而被世人稱為英雄，姐姐戴娜·薩斯頓在其年幼時失踪。從小獨自跟機械工程師的祖父埃克塞爾·薩斯頓生活在小鎮上，祖父希望他成為一名機械工程師繼承家業。蘭頓最喜歡的運動是滑空，對自己平淡無聊的生活非常不滿。在結識了艾蕾卡後生活發生改變，並在偶然的情況下成為了月光州的一員。之後遭遇一連串未曾預料的變故與困境，性格上逐漸成熟，動畫版中末期與艾蕾卡一同行踪不明。
艾蕾卡（Eureka）
配音：名塚佳織（日本）；林美秀（台灣）
年齡14歲，可以與機械進行溝通，留有青色短髮的神秘少女，LFO「尼爾瓦修」（Nirvash）的駕駛員。艾蕾卡作為「人形科拉利安」與「尼爾瓦修」一同在地底被發現，最初本身並沒有任何情感，但由於能夠良好的駕馭LFO並聽從命令，被作為重要的研究素材協助進行LFO的開發工作。在「愛之夏」事件後，被編入塔州聯邦軍特殊部隊“SOF”第一小隊執行任務。但她在與人類的接觸中逐漸产生出了情感，在對「補陀落」聖城的镇压行動中收留了三個家人被自己殺死的孤兒。後脫離軍隊加入了月光州，偶然与蘭頓相識後，體會到了原先未曾體會過的情感後，對自己的情感以及存在感產生疑惑。情緒不穩定的艾蕾卡，在進入挖掘舊址FAC51時，試圖重歸「珊瑚岩」，雖然被隨後趕到的蘭頓救出，但已喪失意識。隨後經由「補陀落」高僧之手而康復，並在身上留有明顯的疤痕。經過接連的變故，在諾魯布與佐久夜的協助下，駕駛「尼爾瓦修」與蘭頓成功穿越「Great Wall」，並與「指令簇」接觸。在動畫版結尾與蘭頓一同行踪不明，漫畫版中則與「珊瑚岩」一同離開地球。
名字来源于欧洲航天局于1992年发射的卫星「EURECA」，其名称与希腊词语「Eureka」发音相同。
霍蘭德·諾瓦克（Holland Novak）
配音：藤原啟治（動畫劇集）→森川智之（Eureka）（日本）；曹冀魯（台灣）
月光号艦長，LFO駕駛員，29歲，駕駛機體為桃紅色涂装的R909。因成為世界滑空大賽史上最年輕的冠軍而一舉成名，成為無數年輕人的偶像，戴娜曾經的戀人。同時也是前塔州聯邦軍「SOF」部隊的王牌LFO駕駛員，有著過人的領導能力、戰術安排和戰鬥力。在塔州聯邦軍对「補陀落」聖城的镇压行動后，帶領艾蕾卡在內的數名軍人脫離軍隊，組成了月光州。霍蘭德對人對事則是漫不經心，卻重視著船上的每一名成員。
剧中霍兰德经常阅读的书籍是詹姆斯·弗雷泽的著作《金枝》。
塔荷（Talho Yūki）
配音：根谷美智子（日本）；龍顯蕙（台灣）
是月光號的主舵手，也是霍蘭德的女友，前塔州聯邦軍情報部成員，為雜誌"ray=out"寫真女星，領導風範不輸給霍蘭德，處處為大家著想，時常關心蘭頓及艾蕾卡的情況。
名字出自《宇宙海贼哈洛克船长》中的角色有纪萤（ゆうき けい）。
摩利斯、梅蒂兒、林克（Maurice, Maeter, Linck）
摩利斯 配音：根谷美智子（日本）；龍顯蕙（台灣）、梅蒂兒 配音：木川繪理子（日本）；龍顯蕙（台灣）、林克 配音：水澤史繪（日本）；林美秀（台灣）
艾蕾卡在軍隊對「補陀落」的鎮壓行動中收留了三個家人被自己殺死的孤兒。三人起初對加入月光州的蘭頓非常敵視，卻隨著故事的發展逐漸與蘭頓產生家人般的感情。最終話被蘭頓和艾蕾卡收養，全部都姓薩斯頓，並稱艾克賽爾為「爺爺」（實際是祖爺爺）。
三人的名字来源于创作戏剧《青鸟》的比利时剧作家莫里斯·梅特林克（Maurice Maeterlinck）。
史托納（Stoner）
配音：松本保典（日本）；吳文民（台灣）
自由攝影家寫作家，由他撰寫雜誌"ray=out"記錄著月光洲成員的日常生活與動向，而發生戰鬥時经常乘坐著馬修駕駛的R606在戰場上拍攝。由於被政府列為"禁書"，所以"ray=out"雜誌只得在黑市才能買到。
可能的设定灵感是出自冲浪摄影师Ron Stoner。
馬修（Matthieu）
配音：中村彰男（日本）；黃天佑（台灣）
LFO R606和R808的駕駛員，希爾妲的男友，時常鼓勵及關心剛入月光洲的蘭頓。
外貌和性格设定的灵感来自著名冲浪手Rob Machado。
哈普（Hap）
配音：山口太郎（日本）；吳文民（台灣）
月光号副舰长，也负责管帳，三歲时就与霍蘭德相识的好友。
姆達吉（Moondoggie）
配音：宮野真守（日本）；吳文民（台灣）
月光号甲板發射器管理員，吉潔特的男友，曾經被蘭頓稱為哥哥，後期為月光號主舵手。
名字出自冲浪题材电影《Gidget》中主人公的男友，以及电影中扮演Moondoggie的James Darren和著名电子音乐DJ Darren Emerson 。
吉潔特（Gidget）
配音：水澤史繪（日本）；林美秀（台灣）
月光号通信员，15岁，战斗时还担任雷达索敌的任务。姆達吉的女友，曾經告知艾蕾卡甚麼是戀愛並給予鼓勵。
名字出自冲浪题材电影《Gidget》中的主人公。
希爾妲（Hilda）
配音：淺野麻由美（日本）；龍顯蕙（台灣）
LFO駕駛員，駕駛的機體是藍色涂装的R808，也駕駛過R606，馬修的女友，擅長殺價和搶購，最喜歡商場的大減價。
建吾（Ken-Goh）
配音：大木民夫（日本）；曹冀魯（台灣）
月光號武器官，曾經是塔州聯邦軍時期的月光號艦長。興趣是畫漫畫，而作品在《Ray=Out》雜誌上也有連载。
喬布斯（Jobs）
配音：志村知幸（日本）；曹冀魯（台灣）
月光号工程師，掌管動力方面。形象为光头，穿着传统休闲服和黑色皮手套。
名字出自苹果公司联合创始人史蒂夫·乔布斯。
渥茲（Woz）
配音：長島雄一（日本）；黃天佑（台灣）
月光号工程師，掌管雷達和系统。形象为穿着嬉皮士风格的服饰，并戴着外形独特的耳机。
以苹果电脑公司创始人之一斯蒂夫·沃兹尼亚克（Steve Wozniak）的昵称命名。
米莎（Micha）
配音：澤海陽子（日本）；林美秀（台灣）
月光号医生，以及研究优莱卡的学者，40岁。从在军队时期就负责研究优莱卡，随优莱卡和霍兰德一起脱离军队。米莎的丈夫是研究LFO原型的格雷格（Greg）博士。
以莫斯科奥运会吉祥物米沙熊（Misha）命名。

### 塔州聯邦軍
（日语：-{{{#parsoid\0fragment:0}}}-）
多米尼克·索萊爾（Dominic Sorel）
配音：山崎樹範（日本）；黃天佑（台灣）
隸屬“聯邦軍統目本部情報7科”，軍銜上尉，後晉升為特務大尉，20岁。於第一話中以特務情報人員的身份搭乘“出雲號”登場，之後主要的任務是照顧安妮莫奈。在目睹尼爾瓦修安裝“阿彌陀驅動器”（Amita Drive）後引發的“七波”（Seven Swell）現象，以及瞭解到安妮莫奈的真實身份和遭遇後，逐漸對於自己立場和作出的行為感到懷疑，最後為保護安妮莫奈而背叛了杜伊。對安妮莫奈付出真感情，曾在月光號上說出自己最想保護的是安妮莫奈，故事最後得到回應與安妮莫奈成一對。
安妮莫奈（Anemone）
配音：小清水亞美（日本）；龍顯蕙（台灣）
尼爾瓦修終式的駕駛員，杜伊和軍方在失去優萊卡後，利用原本是绝望症患者的安妮莫奈，作为駕駛尼爾瓦修終式和摧毀指令簇的工具。安妮莫奈時常出現頭痛，經常需要靠藥物維持身體，以及在戰鬥時能夠處於興奮狀態。安妮莫奈的感情起伏很大，多愁善感而神經質。故事前期十分依戀並且盲目地追隨杜伊，後期終於發現自己的真實情感，與多米尼克成為一對。
以村上龙的小说寄物柜里的婴孩中的同名女主角命名。
杜伊·諾瓦克（Dewey Novak）
配音：辻谷耕史（動畫劇集、高度進化第一部）→藤原啟治（Anemone）→山寺宏一（Eureka）（日本）；吳文民（台灣）
塔州聯邦軍展翅部隊指揮官，政變後成為塔州聯邦軍最高司令官，軍銜中校，後升為大校，36歲。霍蘭德的哥哥，處心積慮的執行著阿德洛克的「展翅構想」，但其目標卻與阿德洛克的設想大相逕庭，他企圖摧毀指令簇，讓艾蕾卡或安妮莫奈成為代理指令簇。最終杜伊通過自己的死，激活存儲在艾蕾卡所佩戴的項圈里的程序，而此程序最終通過代理指令簇讓珊瑚岩自毀或引發件之極限。

### 其他人物
艾克賽爾·薩斯頓（Axel Thurston）
配音：青野武（日本）；吳文民（台灣）
阿德洛克的父親，戴安與蘭頓的爺爺，傳說中的机械技師，經營機械工廠的頑固老頭。参与过“尼尔瓦修”的设计。在初期送走蘭頓，后来又为“尼尔瓦修”设计了新的滑空板看得出他对蘭頓的親情。曾偶遇多明尼克并幫其修理機車。
名字来源于摇滚乐创作歌手和音乐家埃克索尔·罗斯（Axl Rose），而艾克赛尔·萨斯顿的户籍记录显示他的妻子名叫Rose Thurston。
戴娜·薩斯頓（Diane Thurston）
配音：玉川砂记子（日本）
兰顿的姐姐，数年前失踪，与霍兰德曾经是恋人，知道父亲牺牲在于为人类跟珊瑚岩共存而交流，更为此跟霍兰德吵架。故事后期兰顿到达珊瑚岩司令簇后，发现姐姐和父亲已经跟珊瑚岩融为一体。
名字来源于小説、电影《猜火车》中的角色黛安·库尔斯顿（Dianne Coulston），以及摇滚乐团音速青年的成员瑟斯顿·摩尔（Thurston Moore）。
阿德洛克·薩斯頓（Adrock Thurston）
配音：无配音→古谷彻（高度进化第一部）（日本）
兰顿的父亲，在《高度进化》第一部电影正式登场。
軍隊的珊瑚岩研究者，提出珊瑚岩可能是生物的假說，其關於珊瑚岩的研究成果整理為「展翅構想」計劃書。伴随着优莱卡的暴走，为了阻止叛乱而牺牲，之后作为“爱之夏”事件的英雄而为人所知。
名字来源于原嘻哈音乐团体野兽男孩成员亚当·霍罗维茨（Adam Horovitz）的艺名Ad-Rock。
查爾斯（Charles Beams）
配音：小杉十郎太（日本）；黃天佑（台灣）
塔州聯邦雇傭兵，前塔州聯邦軍SOF第二機動部隊的隊長，霍蘭德曾經的戰友。與蕾為夫妻，把從月光號出走的蘭頓當親生兒子對待，突襲月光號時因妻子被擒而分神被霍蘭德殺死。
名字出自设计师Charles Eames，而Beams这个姓氏则可能出自生产交响诗篇周边服饰的Beams T公司。
蕾（Ray Beams）
配音：久川綾（日本）；馮嘉德（台灣）
塔州聯邦雇傭兵，前塔州聯邦軍SOF第二機動部隊成員，霍蘭德曾經的戰友。與查爾斯為夫妻，把從月光號出走的蘭頓當親生兒子對待，希望他能做自己的養子。認為自己無法生育同艾蕾卡所引發的「愛之夏」有關，故而憎惡艾蕾卡。在查爾斯突襲月光號失敗身亡後，企圖使用白鳥號與月光號同歸於盡，但霍蘭德及時將其擊墜而失敗身亡。
名字出自设计师Charles Eames的妻子，设计师Ray Eames。
諾魯布（Norb）
配音：成年：小山力也／少年：福山潤（日本）；劉傑（台灣）
「補陀落」（Vodarac）的僧人，其擁有超自然的力量，在塔州聯邦軍針對「補陀落」的镇压行動中，能輕鬆打敗駕駛LFO的霍蘭德，瞭解艾雷卡和尼爾瓦修的秘密，並使霍蘭德轉變為與科拉利安共存的立場，並成立了月光州。40年前，諾魯布是樸陀落聖者佐久夜的侍從之一，是首個與「人形科拉利安」交流的人類，後與佐久夜成為戀人。
名字出自电影《小活佛》中的同名角色拉玛·诺布（Lama Norbu）。
佐久夜（Sakuya）
配音：矢島晶子（日本）；傅其慧（台灣）
与艾蕾卡一樣是「人形科拉利安」，剛與人類接觸就被樸陀落教徒當成聖者供奉，居住在樸陀落宮內，40年前，與侍從諾魯布相戀後體會到人類的感情。

## 設定和用語

### 設定
交響詩篇的故事設定在未來，人類在被迫離開地球一萬年以後，終於尋找到了可以居住的星球。一個充滿著光粒子的荒涼星球，人類稱其為「約定之地」。随后移居而來的人類建造了利用光粒子發電的巨大高塔，而塔下的人類城市經過長時間的擴張發展，最終各城邦組合成立了「塔州聯邦」。然而由於星球的地表被大量的神秘物質「珊瑚岩」所覆蓋，導致頻繁發生巨大的地殼變動，給人類帶來了長期的苦難。而故事後期揭示出約定之地的真面目，即：被巨大珊瑚岩所包裹的地球。
- 光粒子

星球「約定之地」的大氣層瀰漫著稱為「Transparence Light Particles」光粒子的空氣粒子, 又被稱為「Trapar waves」。通過這種空氣粒子提供的浮力和能源，人類可以駕駛各種空中交通工具進行飛行，以及利用光粒子發電。「補陀落」的領導人諾魯布把這種現象解釋為「星球的思想轉化的能量」。
- 滑空

英文：Lifting，是故事中流行的一項娛樂兼體育運動，類似於現實中的衝浪運動。通過專門製作的滑空板，就可以利用星球上”光粒子“所提供的浮力和能量進行短距離飛行，而掌握一定的技巧后便可以做出很多花俏的高難度動作，但只有少數人擅長。
- 珊瑚岩

英文：Scub Coral是一種覆蓋整個星球「約定之地」的巖石狀物質，而其誕生出的生命體則被稱為「科拉利安」，根據劇中人物在第47話做出的解釋，珊瑚岩究竟是自然進化的還是由智慧生物製造的仍然是一個未知數。最初的珊瑚岩是萬年前由一枚墜入深海的隕石帶來的。由於珊瑚岩本身通过和其他物體融合，作為唯一的交流方式，以至其不斷的吞噬地球的地表和生態環境，而珊瑚岩一但受到人類破壞，便出於防備的應激反應產生大量「科拉利安抗體」攻擊人類。這一切給人類帶來了極大的恐慌和威脅，在數次嘗試失敗後，最終人類屈服於珊瑚岩不可抵擋的生長速度，為了生存被迫離開了地球。
珊瑚岩是受到核心「指令簇」（英文：Command Cluster Coralian）的控制。如果大量的珊瑚岩受到過於猛烈的破壞，深層的珊瑚岩將會完全覺醒，從而造成「件之極限」狀態，一旦超越了極限，就會產生巨大的空間變動，生成吞沒一切類似黑洞的產物。
- 塔州联邦

正式名称为：，是由“约定之地”星球各城邦组成的联邦集团。人类在被称为“约定之地”的星球上建造了利用光粒子发电的巨大高塔，而城邦则围绕这塔扩张发展。虽然每座塔所在的城邦都具有自治权，但塔州联邦政府在政治和军事上都有着强大的控制力。
- 塔州联邦军

英文：，正式名称为：。由塔州空军和陆军组成的军队，有着高于自治政府军的权利。而空军则是联邦军的直属部队，而故事前期正是空军的“出云”号飞船在追逐月光州。
- 塔州联邦军特殊部队

英文：Special Operations Force（简称：SOF），优莱卡、霍兰德、塔荷、哈普以及查尔斯与蕾夫妇皆为前成员。
- 塔州自治政府军

塔州联邦的各城邦拥有的军队，其职能被限制为用于维持治安。
- 补陀落

补陀落（英文：Vodarek），第08话登场的宗教，因其的信仰，被塔州联邦军认定为反政府组织而受到镇压。补陀落圣城「Ciudades del Cielo」，则由于霍兰德率领的SOF部队和诺鲁布的战斗而被摧毁。

### LFO
LFO（Light Finding Operation）是故事中用於戰鬥和運輸的大型機器人，LFO是在人類從地下發掘出的不明生物骨架的基礎上，經過電流刺激試驗，得以實現各種類人化動作，並添加裝甲以及武器而演化而來的。第一台LFO為「尼爾瓦修零式」, 之後的LFO多數是根據其特性，批量仿造生產的。LFO根據不同需要，大多有車輛和機器人兩種形態可以變形。其機器人形態的飛行原理同運動和Lifting「滑空」如出一轍，也是依靠大氣中的光粒子，並搭配專門的滑空板來飛行的。部分機體可以在不依靠滑空板的情況下，使用飛行模式或者機載浮空系統飛行。大多數LFO必須通過專門的駕駛員才能夠行動，並通過駕駛員的「魂魄起動器」（Compac Drives）建立連接。
LFO这个名称出自电子音乐合成器的一个单元「LFO」（Low Frequency Oscillator，即：低频振荡）。
- KLF

全称：Kraft Light Fighter，是塔州联邦军装备的军用LFO的名称。 KLF的命名出自酸浩室舞曲乐团The KLF。
- 尼尔瓦修零式

尼爾瓦修零式（Nirvash type ZERO）本作的主角機，是首台LFO，也是所有LFO的原型機，唯一的左右並列雙座LFO。尼爾瓦修零式可變形成車輛模式，尼爾瓦修 第二形態（Spec2）則可以使用飛行模式或者機載浮空系統飛行。在裝備魂魄驅動器和阿彌陀驅動器後，尼爾瓦修 第二形態可以引發「七波」 現象，七波發動後會產生短暫的彩虹色光柱領域，在這個領域里尼爾瓦修能力極大提升，而發揮出極大的破壞力。尼爾瓦修的武器裝備為回旋戰刃，SOF部队所屬時裝備激光步槍。
尼爾瓦修最終形態（Spec3）則與先前不同，其裝甲與LFO骨架融合成一體，駕駛艙內沒有操縱裝置，而是通過駕駛員的言語、動作與意志直接操縱機體。最終形態能夠直接釋放出光粒子進行飛行，武器為胸部的光粒子炮。
尼尔瓦修（Nirvash）的名字出自佛教词语涅盘和美国摇滚乐队涅槃乐队。
- R909

全称：Terminus type R909，月光州霍兰德驾驶的LFO，紫红色涂装，武器装备为回旋战刃和激光加农炮。在第42话与尼尔瓦修终式的交战中被击毁。
名称出自乐兰公司的TR-909鼓机。
- B303 魔鬼鱼

全称：Terminus type B303 Devilfish，是霍兰德在R909被击毁后所使用的LFO，银白色涂装。武装为背部装备的两把光束加农炮和八连发追踪激光，以及双手腕部的剑刃。装备比一般LFO更大的滑空板，并具有推进器可在大气层外飞行。由于驾驶B303会对驾驶员的身体和精神都有很高的负荷，作为原型机在测试时曾造成数名驾驶员死亡，因而被封印。
其名称来自乐兰公司的合成器TB-303。
- R808

全称：Terminus type R808，月光州希尔达驾驶的LFO，淡蓝色涂装，战斗中负责后卫支援，武器为两把环形战刃和激光加农炮。
名称出自乐兰公司的TR-808鼓机。
- R606

全称：Terminus type R606，月光州装备的LFO，橙色涂装，前后双座驾驶舱，武器为两把回旋战刃和腕部的激光步枪。
名称出自乐兰公司的TR-606鼓机。
- MS10 / MS20

全称：Mon-Soono type10/type20，塔州联邦军的量产型KLF。MS10的武器为两把回旋战刃、机枪和左右肩部的小型激光枪以及四具背部导弹发射器；MS20武器则是将背部导弹发射器改为激光加农炮，其余不变。
名称出自科音公司的合成器MS-10和MS-20。
- 尼尔瓦修终式

尼尔瓦修终式（Nirvash type END），塔州联邦军安妮莫奈驾驶的KLF，黑色涂装。武器为双腕部的光束剑，有线连接可发射的钩爪，18连发追踪激光，以及胸部安装的称为“BASCUD CRISIS”能产生物理和精神伤害的武器。
- R505

全称：Terminus type R505，塔州联邦军特殊部队SOF装备的LFO，霍兰德在军队时所驾驶的机体。在PS2游戏《交响诗篇 TR:1 NEW WAVE》中的主角驾驶此型号LFO，但涂装颜色不同，游戏续作《交响诗篇 TR:2 NEW VISION》中的主角驾驶的则是R505改。武器为两把回旋战刃或环状战刃、激光加农炮。
- SH-101

全称：Spearhead SH-101，查尔斯与蕾夫妇驾驶的LFO，蓝色涂装为查尔斯驾驶，红色涂装为蕾驾驶。SH-101能够通过特殊的飞行装置，可在不依靠滑空板的情况下飞行。武装装备为双腕部的剑刃和背部装备的诱导导弹，头部装有近战用的刺矛，机身装备有四门可动式的激光炮。
名称出自乐兰公司的合成器SH-101。

## 製作團隊
- 原作 - BONES[注 2]
- 監督 - 京田知己
- 系列構成 - 佐藤大
- 人物設計 - 吉田健一
- 主要機械設計 - 河森正治
- 概念設計 - 宮武一貴
- 主要動畫師 - 吉田健一[注 3]、中田栄治
- 特技監督 - 村木靖
- 美術監督 - 永井一男
- 美術監督補 - 森川篤
- 色彩設計 - 水田信子
- 作品設計 - 武半慎吾、コヤマシゲト、柳瀬敬之、出渕裕、中田栄治
- 攝影監督 - 木村俊也（T2studio）
- 數位監督 - 瓶子修一
- 音樂 - 佐藤直紀
- 音響監督 - 若林和弘（Fonishia）
- 製作人 - 諸冨洋史、丸山博雄、稲垣浩文、湯川淳、中山浩太郎
- 動畫製作 - BONES
- 製作 - 每日放送、Project EUREKA、BONES

## 主題曲

### 片頭曲
「DAYS」（第1話 - 第13話）
演唱 - FLOW / 作詞 - KEIGO HAYASHI、KOHSHI ASAKAWA / 作曲 - TAKESHI ASAKAWA / 編曲 - FLOW&Seiji Kameda
「少年ハート」（第14話 - 第26話）
演唱 - HOME MADE 家族 / 作詞・作曲 - KURO、MICRO、U-ICHI / 作曲・編曲 - Takahiro Watanabe
「太陽の真ん中へ」（第27話 - 第39話。ただし、第33話は無し）
演唱 - Bivattchee（ビバッチェ） / 作詞・作曲 - 堤晋一 / 編曲 - ビバッチェ、小倉健二
副歌中安妮莫奈的表情每隔几集就更换一次。
「sakura (NIRGILISの曲)]]」（第40話 - 第50話）
演唱 - NIRGILIS（ニルギリス） / 背景合唱（奇異恩典）堀澤麻衣子
作詞 - 岩田アッチュ / 作曲 - 栗原稔、岩田アッチュ、伊藤孝氣 / 編曲 - ニルギリス

### 片尾曲
「秘密基地」（第1話 - 第13話、第26話）
演唱・作詞・作曲 - 高田梢枝 / 編曲 - TOMI YO
「FLY AWAY」（第14話 - 第25話）
演唱・作詞・作曲 - 伊沢麻未 / 編曲 - 安部潤
「TIP TAPS TIP」（第27話 - 第39話）
演唱 - HALCALI / 作詞 - U / 作曲・編曲 - 田中ユウスケ
「Canvas」（第40話 - 第50話）
演唱・作詞・作曲 - COOLON / 編曲 - MIne-Chang

### 插入曲
「HIGHVISION」（第1話、第2話、第6話、第10話、第15話、第26話、第33話、第39話）
演唱・編曲 - SUPERCAR / 作詞 - いしわたり淳治 / 作曲 - 中村弘二
「秘密基地」（第13話）
「疾走する魂」(第19話、第20話)
「DAYS」（第32話）
「太陽の真ん中へ」（第33話）
「sakura」（第50話）
演唱 - NIRGILIS / 作詞 - acchu iwata / 作曲 - minoru kurihara , acchu iwata , ko-ki ito / 編曲 - NIRGILIS
「虹」（第50話）
演唱 - 電気グルーヴ、五島良子 / 作詞・作曲 - 石野卓球

## 各話列表
| 話數 | 日英標題                  | 中文標題         | 腳本       | 分鏡            | 演出              | 作畫監督 （機械）                                      | 播放日期       |
| ---- | ------------------------- | ---------------- | ---------- | --------------- | ----------------- | ------------------------------------------------------ | -------------- |
| 1    | Blue Monday               | 憂鬱星期一       | 佐藤大     | 京田知己        | 宮地昌幸          | 吉田健一 （中田栄治）                                  | 2005年 4月17日 |
| 2    | Bluesky Fish              | 飛魚             | 佐藤大     | 京田知己        | 村田和也          | 倉島亞由美 （中田栄治）                                | 4月24日        |
| 3    | Motion Blue               | 藍色行動         | 佐藤大     | 京田知己        | 佐藤育郎          | 小平佳幸 （大塚健）                                    | 5月1日         |
| 4    | Watermelon                | 西瓜             | 佐藤大     | 阿保孝雄        | 阿保孝雄          | 真庭秀明 （飯田悟） （前田清明）                       | 5月8日         |
| 5    | Vivid Bit                 | 清晰的碎片       | 野村祐一   | 村田和也        | 横山彰利          | 水畑健二 （大塚健）                                    | 5月15日        |
| 6    | Childhood                 | 童年             | 大河內一樓 | 難波日登志      | 松尾慎            | 田中将賀                                               | 5月22日        |
| 7    | Absolute Defeat           | 大失敗           | 菅正太郎   | 宮地昌幸        | 伊藤秀樹          | 伊藤秀樹 （大塚健）                                    | 5月29日        |
| 8    | Glorious Brilliance       | 聖潔的光輝       | 大野木寛   | 橘正紀          | 吉本毅            | 堀川耕一 （ねこまたや）                                | 6月5日         |
| 9    | Paper Moon Shine          | 月光檔案         | 佐藤大     | 京田知己        | 村田和也          | 倉島亜由美 （前田清明）                                | 6月12日        |
| 10   | Higher Than The Sun       | 比太陽更高       | 野村祐一   | 山本秀世        | 原口浩            | 真庭秀明                                               | 6月19日        |
| 11   | Into The Nature           | 觸摸真相         | 大野木寛   | 宮地昌幸        | 阿保孝雄          | 小平佳幸 （中田栄治）                                  | 6月26日        |
| 12   | Acperience 1              | 幻境 1           | 佐藤大     | 寺東克己        | 佐藤育郎          | 田中将賀                                               | 7月3日         |
| 13   | The Beginning             | 初始             | 野村祐一   | 宮地昌幸        | 吉本毅            | 佐々木敦子 石田可奈 （ねこまたや）                     | 7月10日        |
| 14   | Memory Band               | 追憶             | 佐藤大     | 京田知己        | 水畑健二          | 水畑健二                                               | 7月17日        |
| 15   | Human Behavior            | 人類行為         | 菅正太郎   | 山本秀世        | 山本秀世          | 伊藤秀樹 （大塚健）                                    | 7月24日        |
| 16   | Opposite View             | 對立             | 小中千昭   | 山本沙代        | 山本沙代          | 堀川耕一 杉浦幸次 （ねこまたや）                       | 7月31日        |
| 17   | Skyrock Gate              | 天空岩之門       | 大野木寛   | 森健            | 原口浩            | 真庭秀明                                               | 8月7日         |
| 18   | Ill Communication         | 失敗的交往       | 菅正太郎   | 村田和也        | 村田和也          | 倉島亜由美 （前田清明）                                | 8月21日        |
| 19   | Acperience 2              | 幻境 2           | 野村祐一   | 京田知己        | 佐藤育郎          | 松島晃 （長谷部敦志）                                  | 8月28日        |
| 20   | Substance Abuse           | 分歧             | 大河內一樓 | 宮地昌幸        | 金子伸悟          | 小平佳幸 （大塚健）                                    | 9月4日         |
| 21   | Runaway                   | 離家出走         | 大野木寛   | 寺東克己        | 森高登            | 佐々木敦子 石田可奈 （ねこまたや）                     | 9月11日        |
| 22   | Crackpot                  | 怪人             | 佐藤大     | 寺東克己        | 伊藤秀樹          | 水畑健二 （前田清明）                                  | 9月18日        |
| 23   | Differencia               | 異類             | 菅正太郎   | 阿保孝雄        | 阿保孝雄          | 堀川耕一 小森高博 （杉浦幸次）                         | 9月25日        |
| 24   | Paradise Lost             | 失樂園           | 野村祐一   | 森健            | 原口浩            | 真庭秀明                                               | 10月2日        |
| 25   | World's End Garden        | 在世界盡頭的花園 | 大野木寛   | 村田和也        | 村田和也          | 長谷部敦志 富岡隆司                                    | 10月9日        |
| 26   | Morning Glory             | 牽牛花           | 大河內一樓 | 宮地昌幸        | 宮地昌幸          | 吉田健一 倉島亜由美 （中田栄治）                       | 10月16日       |
| 27   | Helter Skelter            | 驚慌失措         | 佐藤大     | 寺東克己        | 岩崎太郎          | 菅野宏紀 （大塚健）                                    | 10月23日       |
| 28   | Memento Mori              | 至死不渝         | 野村祐一   | 難波日登志      | 佐藤育郎          | 伊藤秀樹 （金子秀一）                                  | 10月30日       |
| 29   | Keep On Movin             | 繼續向前吧！     | 菅正太郎   | 森健            | 中村圭三          | 尾形健一郎 真庭秀明                                    | 11月6日        |
| 30   | Change Of Life            | 改變             | 小中千昭   | 阿保孝雄        | 阿保孝雄          | 内田信也 阿保孝雄 倉島亜由美 （大塚健）                | 11月13日       |
| 31   | Animal Attack             | 野性             | 大野木寛   | 角田一樹        | 安斎剛文          | 伊藤嘉之 （富岡隆司）                                  | 11月20日       |
| 32   | Start It Up               | 啟動它           | 野村祐一   | 村田和也 村木靖 | 村田和也          | 水畑健二 （前田清明） （中田栄治）                     | 11月27日       |
| 33   | Pacific State             | 和平國度         | 佐藤大     | 京田知己        | 金子伸悟          | 菅野宏紀 長谷部敦志 （大塚健）                         | 12月4日        |
| 34   | Inner Flight              | 低空飛行         | 清水恵     | 原口浩          | 原口浩            | 真庭秀明                                               | 12月11日       |
| 35   | Astral Apache             | 靈魂衝擊         | 菅正太郎   | 寺東克己        | 佐藤育郎          | 倉島亜由美 （大塚健）                                  | 12月18日       |
| 36   | Fantasia                  | 幻想曲           | 野村祐一   | 山本沙代        | 鎌倉由実          | 木下裕孝 窪敏                                          | 12月25日       |
| 37   | Raise Your Hand           | 舉起手來！       | 大野木寛   | 水島精二        | 伊藤秀樹          | 伊藤秀樹 （前田清明）                                  | 2006年 1月8日  |
| 38   | Date Of Birth             | 生日             | 佐藤大     | 寺東克己        | 小松田大全        | 柴田淳 内田信也 （中田栄治）                           | 1月15日        |
| 39   | Join The Future           | 交接未來         | 菅正太郎   | 菱田正和        | 泰義人            | 吉川真一                                               | 1月22日        |
| 40   | Cosmic Trigger            | 契機             | 大野木寛   | 村田和也        | 村田和也          | 水畑健二 （大塚健）                                    | 1月29日        |
| 41   | Acperience 3              | 幻境 3           | 野村祐一   | 坂本郷          | 原口浩            | 真庭秀明                                               | 2月5日         |
| 42   | Star Dancer               | 星界舞者         | 清水恵     | 浦野康生        | 佐藤育郎          | 倉島亜由美 （前田清明）                                | 2月12日        |
| 43   | The Sunshine Underground  | 地底的陽光       | 大野木寛   | 阿保孝雄        | 阿保孝雄          | 吉田健一 内田シンヤ スタジオアド 板垣敦                | 2月19日        |
| 44   | It's All In The Mind      | 這就是心靈       | 菅正太郎   | 寺東克己        | 伊藤秀樹          | 伊藤秀樹 吉田健一                                      | 2月26日        |
| 45   | Don't You Want Me?        | 你不想要我嗎？   | 野村祐一   | 桑名郁朗        | 小松田大全        | 桑名郁朗 吉田健一 松島晃 小松田大全 （大塚健）         | 3月5日         |
| 46   | Planet Rock               | 行星振動         | 大野木寛   | 菱田正和        | 佐藤育郎          | 土岐義宏 内田信也 柴田淳 （大塚健）                    | 3月12日        |
| 47   | Acperience 4              | 幻境 4           | 菅正太郎   | 寺東克己        | 原口浩            | 真庭秀明                                               | 3月19日        |
| 48   | Ballet Mechanic           | 芭蕾舞機械師     | 野村祐一   | 村田和也        | 村田和也          | 倉島亜由美 （中田栄治）                                | 3月26日        |
| 49   | Shout To The Top          | 向巔峰呼喊       | 佐藤大     | 京田知己        | 阿保孝雄          | 水畑健二 （前田清明）                                  | 4月2日         |
| 50   | When You Wish Upon A Star | 向星星許願       | 佐藤大     | 京田知己        | 京田知己 佐藤育郎 | 千羽由利子 倉島亜由美 桑名郁朗 （中田栄治） （大塚健） | 4月2日         |
| SP   | New order                 | 新秩序           | 野村祐一   | -               | 京田知己          | -                                                      | 2012年 4月6日  |

◎第51話收錄於BD中，本作為本篇故事的另一個結局。

## 播放電視台
第51話 New order 播出資訊
| 播放地球   | 播放電視台   | 播放日期      | 播放時間           | 播放系列 |
| ---------- | ------------ | ------------- | ------------------ | -------- |
| 近畿廣域圈 | 每日放送     | 2012年4月6日  | 星期五 1:55 - 2:25 | TBS系列  |
| 關東廣域圈 | TBS電視台    | 2012年4月7日  | 星期六 2:35 - 3:05 | TBS系列  |
| 中京廣域圈 | 中部日本放送 | 2012年4月12日 | 星期四 2:33 - 3:03 | TBS系列  |

#### 日本海外播放
- 香港 - ANIMAX
- 台灣 - 衛視中文台、ANIMAX
- 韓國 - ANIMAX
- 美國 - Toonami（Adult Swim）
- 加拿大 - YTV
- 西班牙 - Catalán 3Xl
- 法國 - Mangas
- 德國 - ANIMAX
- 義大利 - MTV
- 波蘭 - Hyper+

## 劇場版

### 交響詩篇艾蕾卡7 彩虹满载
新作以「再生」作為關鍵詞，於2009年4月25日在日本上映。

#### 劇情簡介
本作描述著在一個與TV版完全不同、唯有通過戰鬥才能生存下去的平行世界中，被世界放逐的蘭頓和和艾蕾卡的另一段故事。
突然在南太平洋出现的神秘生命体“IMAGE”与人类间的战争已经持续了将近半个世纪。公元2054年，一位名作蘭頓的少年兵配属到了人民解放军第303独立愚连队的战斗母舰月光号上；他為了救出8年前被军方带走的青梅竹马——优莱卡，而搭乘自幼一起长大的KLF——尼尔瓦修，奔赴战场。
在军方回收“最重要机密”的作战中，蘭頓与优莱卡不期而遇，但重逢過後，意想不到地急轉直下的事态讓无数的困难摆在他们面前。与“IMAGE”最终决战的时刻临近，两人逐渐接近了“神话”的真相。

#### 工作人員
- 總監督、編劇：京田知己
- 導演：原口浩
- 人物設定：吉田健一
- 機械設定：河森正治、柳瀨敬之
- 動畫導演：齊藤恆德
- 特技監督：村木靖
- 美術監督：永井一男
- 色彩設計：水田信子
- 攝影監督：木村俊也
- 音響監督：若林和弘
- 音樂：佐藤直纪
- 動畫製作：Kinema Citrus
- 製作：BONES

劇場版主題曲
- "Space Rock", 演唱：iLL

### 交響詩篇艾蕾卡7 高度進化 三部曲
為三部曲，將於2017年、2018年、2019年逐年上映。本作會以電視版畫面為根本加入新製作畫面，劇情方面將會涵蓋有關在電視版世界10年前發生的「第一次愛之夏」事件，建構出「新的故事」。

#### 工作人員
|              | 第一部                                                                           | ANEMONE                                                                          | EUREKA                                                              |
| ------------ | -------------------------------------------------------------------------------- | -------------------------------------------------------------------------------- | ------------------------------------------------------------------- |
| 原作         | BONES                                                                            | BONES                                                                            | BONES                                                               |
| 導演         | 京田知己（總導演） 清水久敏                                                      | 京田知己                                                                         | 京田知己                                                            |
| 編劇         | 佐藤大                                                                           | 佐藤大                                                                           | 野村祐一、京田知己                                                  |
| 人物設定     | 吉田健一                                                                         | 吉田健一                                                                         |                                                                     |
| 人物設定     |                                                                                  | 藤田榮、倉島亞由美                                                               | 奥村正志                                                            |
| 主要機械設定 | 河森正治                                                                         | 河森正治                                                                         | 河森正治                                                            |
| 概念藝術設定 | 宮武一貴                                                                         | 宮武一貴                                                                         | 宮武一貴                                                            |
| 機械設定     |                                                                                  |                                                                                  | 大河原邦男、出淵裕、玉盛順一朗                                      |
| 特技導演     | 村木靖                                                                           | 村木靖                                                                           | 村木靖                                                              |
| 人物作画導演 | 藤田榮、倉島亜由美、川元利浩、小森高博、堀川耕一、菅野宏紀、長谷部敦志、服部聰志 | 藤田榮、倉島亜由美、川元利浩、小森高博、堀川耕一、菅野宏紀、長谷部敦志、服部聰志 | 奥村正志（作画監督）                                                |
| 機械作画監督 | 阿部慎吾                                                                         | 横屋健太                                                                         | 横屋健太                                                            |
| 主要動畫師   | 柿田英樹、金子秀一、大塚健、長野伸明、横屋健太、工藤糸織                         | 柿田英樹、金子秀一、大塚健、長野伸明、阿部慎吾                                   | 柿田英樹、大塚健、阿部慎吾、長野伸明                                |
| 動画導演     | 岩長幸一                                                                         | 岩長幸一                                                                         |                                                                     |
| 科幻設定考證 | 森田繁                                                                           | 森田繁                                                                           |                                                                     |
| 美術導演     | 永井一男 本庄雄志（輔佐）                                                        | 永井一男、本庄雄志                                                               | 永井一男、本庄雄志                                                  |
| 色彩設計     | 水田信子                                                                         | 水田信子                                                                         | 水田信子                                                            |
| 剪輯         | 坂本久美子                                                                       | 坂本久美子                                                                       | 坂本久美子                                                          |
| 攝影導演     | 木村俊也                                                                         | 木村俊也                                                                         | 木村俊也                                                            |
| 3D導演       |                                                                                  | 篠原章郎                                                                         |                                                                     |
| 音響監督     | 若林和弘                                                                         | 若林和弘                                                                         | 若林和弘                                                            |
| 音樂         | 佐藤直紀                                                                         | 佐藤直紀                                                                         | 佐藤直紀                                                            |
| 動畫制作     | BONES                                                                            | BONES                                                                            | BONES                                                               |
| 製作         | 萬代南夢宮藝術、萬代南夢宮娛樂、博报堂DY音樂與電影、BONES、每日放送              | 萬代南夢宮藝術、萬代南夢宮娛樂、博报堂DY音樂與電影、BONES、每日放送              | 萬代南夢宮藝術、萬代南夢宮娛樂、博报堂DY音樂與電影、BONES、每日放送 |
| 發行         | Showgate                                                                         | Showgate                                                                         | Showgate                                                            |

#### 交響詩篇艾蕾卡7 高度進化1
本作將會以電視版 10 年前發生「第一次愛之夏（First Summer of Love）」作為舞台，將《交響詩篇艾蕾卡 7》故事的起點謎題逐一解明。視角以蘭頓出發，深入描寫蘭頓失去父親、與養父母的互動，以及最後面臨養父母與月光號之間的立場抉擇。原本電視版中短暫出現、帶給蘭頓家人溫暖的查爾斯夫婦，在高度進化中成為自小收養蘭頓的養父母，而原電視版中扶養他的祖父未登場。
已於2017年9月16日在日本上映。

#### ANEMONE／交響詩篇艾蕾卡7 高度進化
本作將以另一個世界的安妮莫奈(石井·風花·安妮莫奈)為主要角色，描述7年前失去父親的安妮莫奈成為了特種部隊的一員，與人類的敵人、導致26億人死亡絕望的存在「第7個艾蕾卡=艾蕾卡7」戰鬥。而當安妮莫奈與艾蕾卡相遇時，「Hi Evolution」試圖描繪出的真實的世界才真正揭曉。
已於2018年11月10日在日本上映。

#### EUREKA/交響詩篇艾蕾卡7 高度進化
本作為高度進化的第三部電影，以由於珊瑚岩崩壞而變成普通人的艾蕾卡為主角。在前作『ANEMONE』的最終，兩個世界融合的10年後，長大的艾蕾卡保護著與過去的自己有著相同能力的少女艾莉絲，為了守護世界而戰。
原定2021年夏季上映，但日本因疫情延至2021年11月26日上映。

## 相關書籍

### 漫畫版
| 冊數 | 角川書店                     | 角川書店                                                | 台灣角川       | 台灣角川               |
| 冊數 | 發售日                       | ISBN                                                    | 發售日         | ISBN                   |
| ---- | ---------------------------- | ------------------------------------------------------- | -------------- | ---------------------- |
| 1    | *2005年6月25日 2005年7月21日 | ISBN 978-4-04-713728-8（限定版） ISBN 978-4-04-713737-0 | 2005年12月27日 | ISBN 978-986-718-995-0 |
| 2    | 2005年10月5日                | ISBN 978-4-04-713759-2                                  | 2006年3月30日  | ISBN 978-986-174-041-4 |
| 3    | 2006年1月23日                | ISBN 978-4-04-713783-7                                  | 2006年8月23日  | ISBN 978-986-174-137-2 |
| 4    | 2006年5月23日                | ISBN 978-4-04-713827-8                                  | 2006年11月7日  | ISBN 978-986-174-190-9 |
| 5    | 2006年9月21日                | ISBN 978-4-04-713859-9                                  | 2007年2月6日   | ISBN 978-986-174-269-7 |
| 6    | 2006年12月21日               | ISBN 978-4-04-713875-9                                  | 2007年5月16日  | ISBN 978-986-174-352-3 |

### 小說版
| 冊數 | 標題             | 角川書店       | 角川書店               |
| 冊數 | 標題             | 發售日         | ISBN                   |
| ---- | ---------------- | -------------- | ---------------------- |
| 1    | BLUE MONDAY      | 2005年10月29日 | ISBN 978-4-04-430005-0 |
| 2    | UNKNOWN PLEASURE | 2006年1月31日  | ISBN 978-4-04-430006-7 |
| 3    | NEW WORLD ORDER  | 2006年4月28日  | ISBN 978-4-04-430007-4 |
| 4    | HERE TO STAY     | 2006年5月31日  | ISBN 978-4-04-430008-1 |

## 遊戲
PS2
- (交響詩篇艾蕾卡7 第1章 新的律動)
- (交響詩篇艾蕾卡7 第2章 新景像)
- 2007年9月6日帕布雷斯特發售PlayStation 2用遊戲軟體『異世紀機器人大戰 A.C.E.3 完結篇』。
- 2008年9月25日南夢宮萬代發售PlayStation 2用遊戲軟體『超級機器人大戰Z』。

PSP
- (交響詩篇艾蕾卡7)
- 2011年4月11日南夢宮萬代發售PlayStation Portable用遊戲軟體『第2次超級機器人大戰Z 破界篇』。
- 2012年4月5日南夢宮萬代發售PlayStation Portable用遊戲軟體『第2次超級機器人大戰Z 再世篇』。

遊戲版本主題曲
- "Realize", by FLOW (Eureka Seven TR1: New Wave, Eureka Seven: New Vision)

## 外部連結
- 交響詩篇艾蕾卡7 日文官方網站（日語）
- 劇場版：交響詩篇艾蕾卡7 口袋裏的彩虹（日語）

- 劇場版：交響詩篇艾蕾卡7 口袋裏的彩虹，存于（日語）

- 交響詩篇エウレカセブンまとめ＠2chアニメ板. Retrieved November 9, 2006. （日語）
- Psalm of Planets Eureka seveN DICTIONARY，存档于（存檔日期 2010-01-17）（日語）
- 交响诗篇百科，存档于（存檔日期 2012-06-16）（简体中文）
- 互联网电影数据库（IMDb）上《交响诗篇》的资料（英文）